# Bonon
Bonon – miasto na środkowo-zachodnim Wybrzeżu Kości Słoniowej, w regionie Marahoué. Według danych na rok 2014 liczyło 92 523 mieszkańców.